# Francisco Jiménez de Cisneros
Francisco Jiménez de Cisneros o Giménez de Cisneros, más conocido como el cardenal Cisneros (Torrelaguna, 1436 – Roa, 8 de noviembre de 1517) fue cardenal, arzobispo de Toledo, regente de Castilla, primado de España y tercer inquisidor general de Castilla, perteneciente a la Orden Franciscana (O.F.M. Obs.).
Gobernó la Corona de Castilla en dos ocasiones por incapacidad de la reina Juana. Entre 1506 y 1507 presidió el Consejo de Regencia que asumió el gobierno castellano tras la muerte del rey Felipe el Hermoso en espera de la llegada de Fernando el Católico. Entre 1516 y 1517 volvió a asumir el gobierno tras la muerte del rey Fernando y en espera de Carlos I.

## Biografía
Nació en Torrelaguna (Madrid) en 1436, hijo de hidalgos pobres procedentes de Cisneros (Palencia). Tuvo dos hermanos, Juan y Bernardino; primo suyo fue el reformador benedictino García Jiménez de Cisneros. Comenzó sus estudios en Roa y Cuéllar, pasando más adelante a las aulas del Estudio General franciscano en Alcalá de Henares, donde posiblemente estudió gramática. Terminó sus estudios en filosofía, teología, derecho civil y canónico en el Colegio Mayor de San Bartolomé en Salamanca. De allí pasó a Roma, en donde fue ordenado sacerdote en torno a 1460 y donde ejerció de abogado.

### Personaje religioso
Tras el fallecimiento de su padre, regresa a Castilla en torno a 1466. Consigue el arciprestazgo de Uceda, enfrentándose con el arzobispo de Toledo, Alfonso Carrillo de Acuña, lo que significó el encarcelamiento durante algunos años, primero en Uceda y posteriormente en el castillo de Torremocha (Santorcaz). A pesar de su reclusión, Cisneros no renunció a su cargo, en el que fue mantenido por el cardenal González de Mendoza, aunque el encierro habría durado poco tiempo según se deduce en algunas biografías, pues poco después, en 1478, Cisneros era capellán mayor de la catedral de Sigüenza y vicario general de la diócesis.
Sufrió una profunda crisis espiritual que le llevó a entrar en la orden de los franciscanos; fue entonces cuando sustituyó su nombre de Gonzalo por el de Francisco en honor de san Francisco de Asís. Pasó de San Juan de los Reyes en Toledo a El Castañar y después al convento de la Salceda, donde durante siete años llevó una vida monacal.
De allí lo sacó la reina Isabel la Católica en el año 1492, tras convencerle de que aceptara ser su confesor, siguiendo los consejos del entonces arzobispo de Toledo, el cardenal Pedro González de Mendoza, primer protector de Cisneros.
En 1494 fue nombrado provincial de la orden franciscana en Castilla. Acometió en ella una profunda reforma, siguiendo al movimiento espiritual de la estricta observancia de Pedro de Villacreces, para adecuarla a la estricta observancia de la Regla de San Francisco. 
A la muerte del cardenal Mendoza en 1495, fue consagrado arzobispo de Toledo en el convento de San Francisco de Tarazona por el arzobispo de Granada y confesor de la reina fray Hernando de Talavera y en presencia de los Reyes Católicos. Durante la Baja Edad Media era ostentar el mayor poder tras la Corona, al ser primado de España y canciller mayor de Castilla.
En 1497 convoca un sínodo en Alcalá de Henares y un año después en Talavera de la Reina, con la finalidad de promover la reforma del clero diocesano y la vida pastoral de la archidiócesis de Toledo, además de otras órdenes religiosas y monásticas.
En 1499 partió al reino de Granada con el encargo de asumir su evangelización, en colaboración del arzobispo fray Hernando de Talavera. En 1500 comenzó a mandar misioneros castellanos al Nuevo Mundo, especialmente de su orden, los Frailes Menores. Entre los misioneros franciscanos, envió a su secretario, Francisco Ruiz, y después a tres monjes jerónimos, Luis de Figueroa, Bernardino Manzanedo y Alonso de Santo Domingo, encargados de evitar los abusos de poder. 

#### Destrucción de la biblioteca nazarí
Entre 1499 y 1500, mandó destruir la biblioteca nazarí en Granada. Con el celo de eliminar todo aquello que contribuyese a una percibida impiedad mahometana, ordenó una quema de libros en la plaza de Bib-Rambla, en aquel entonces conocida como Puerta del Arenal, donde fue convertido en cenizas todo el acervo poético, histórico y patrimonial de la cultura nazarí, salvándose únicamente los libros de medicina.

#### Recuperación del rito mozárabe o liturgia hispánica
Desde su elección como arzobispo de Toledo, Cisneros puso un gran empeño en recuperar los textos del oficio y misa del rito mozárabe o hispánico, que fue una liturgia de la Iglesia católica que se consolidó en torno al siglo VI en la península ibérica, en el Reino visigodo de Toledo, y que fue practicada en los territorios hispánicos hasta el siglo XI, tanto en áreas bajo dominio cristiano como musulmán. En tiempos de Cisneros solo se conservaba en la ciudad de Toledo y en la basílica de San Isidoro de León (España), en condiciones bastante precarias. Así, en pleno proceso reformador de la Iglesia de la Corona de Castilla, con el apoyo de la Reina Católica, Cisneros advierte la riqueza de la liturgia de los mozárabes y en 1495 crea una capilla en la Catedral de Toledo —la del Corpus Christi— para que se conservase la antigua liturgia, dotándola de renta para su mantenimiento y de sacerdotes del propio cabildo catedralicio. También acometió una importante labor de recopilación y ordenación litúrgica —cada parroquia celebraba la misa y los oficios de manera diferente y la tradición oral que sustentaba el canto se iba perdiendo— y reunió gran cantidad de códices procedentes de todo el reino: mandó una reconstrucción de los textos y un estudio de los recursos litúrgicos que culminó en la impresión de un nuevo misal y de un breviario. En ellos se transcribieron las melodías que aún se conservaban a la notación cuadrada: los antiguos textos que se conservaban permitieron la reconstrucción aproximada de la liturgia tal y como era en la época visigoda; sin embargo, lo mismo no pudo ser hecho con el canto.

### Personaje político

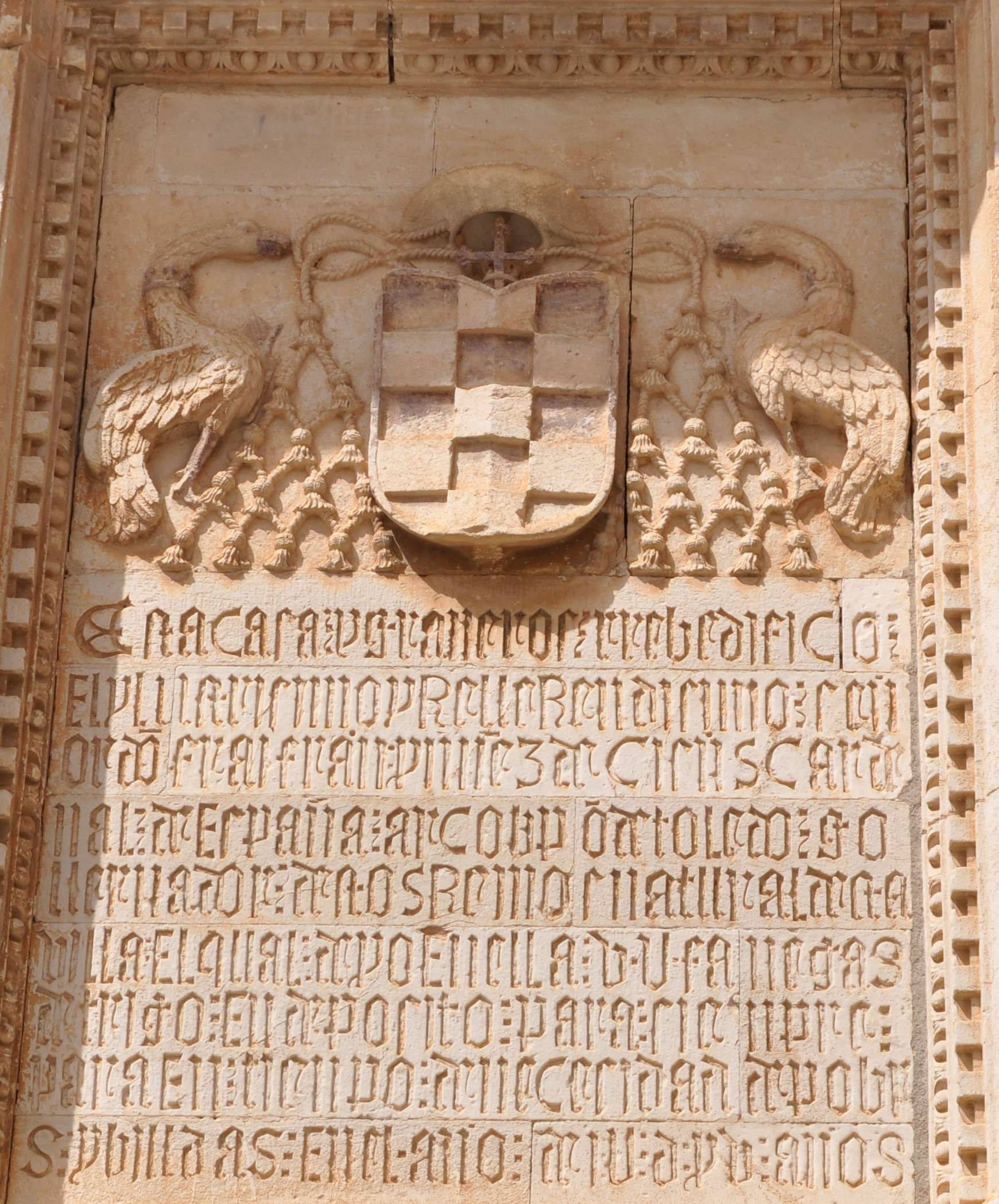
Escudo de Cisneros en el Ayuntamiento de Torrelaguna.

Isabel la Católica tuvo en Cisneros no solo un confesor, sino también un consejero. Al morir la reina, Juana I de Castilla y su esposo Felipe de Habsburgo fueron nombrados reyes de Castilla. El 24 de septiembre, víspera de la muerte de Felipe I, los nobles acordaron formar un Consejo de Regencia interina para gobernar provisionalmente el reino presidido por Cisneros y formado por el almirante de Castilla, el condestable de Castilla, Pedro Manrique de Lara y Sandoval duque de Nájera, Diego Hurtado de Mendoza de la Vega y Luna, duque del Infantado, Andrés del Burgo, embajador del emperador, y Filiberto de Vere, mayordomo mayor del rey Felipe.
La nobleza y las ciudades contendieron acerca de quién debía desempeñar la Regencia, pues por un lado estaban los que querían al emperador Maximiliano durante la minoría del príncipe Carlos, como los Manrique, Pacheco y Pimentel; y por otro lado, los que querían la regencia de Fernando el Católico tal y como quedó establecida en el testamento de Isabel la Católica y las cortes de Toro de 1505, como los Velasco, Enríquez, Mendoza y Álvarez de Toledo. Sin embargo, la reina Juana trató de gobernar por sí misma, revocó e invalidó las mercedes otorgadas por su marido, para lo cual intentó restaurar el Consejo Real de la época de su madre.
Sin consultar a Juana, Cisneros acudió a Fernando el Católico para que regresara a Castilla. Pero a pesar de los intentos de Cisneros, nobles y prelados, la reina no reclamó a su padre para gobernar y de hecho llegó a prohibir la entrada del arzobispo a palacio. Para dar legalidad al nombramiento como regente de Fernando el Católico, el Consejo Real y Cisneros buscaron encauzar el vacío de poder con la convocatoria de Cortes, pero la reina se negó a convocarlas, y los procuradores abandonaron Burgos sin haberse constituido en asamblea.
Tras regresar de tomar posesión del Reino de Nápoles, Fernando el Católico se entrevistó con su hija el 28 de agosto de 1507, y volvió a asumir el gobierno de Castilla. Agradecido con Cisneros, el Rey Católico le consiguió el capelo cardenalicio con el título de Santa Balbina. En diciembre de 1509 el rey pactó con el emperador la renuncia de las pretensiones imperiales a la regencia en Castilla, y las Cortes de 1510 le ratificaron como regente.
Entre 1507 y 1516, aun con extremadas dificultades, Cisneros y el rey Fernando lograron devolver un tanto el prestigio que la monarquía había perdido. En 1507 Cisneros fue nombrado Inquisidor general de Castilla. Se renovó el entusiasmo conquistador, desempeñando Cisneros un papel importante en la conquista de Orán, al igual que en los tiempos de Isabel la Católica había participado de manera activa en la conquista de Granada. Organiza eclesiásticamente los territorios conquistados y dio nombre a Villa Cisneros. Pese a su rango de cardenal, no participó en el cónclave de 1513 en el que fue elegido León X.

### Labor cultural

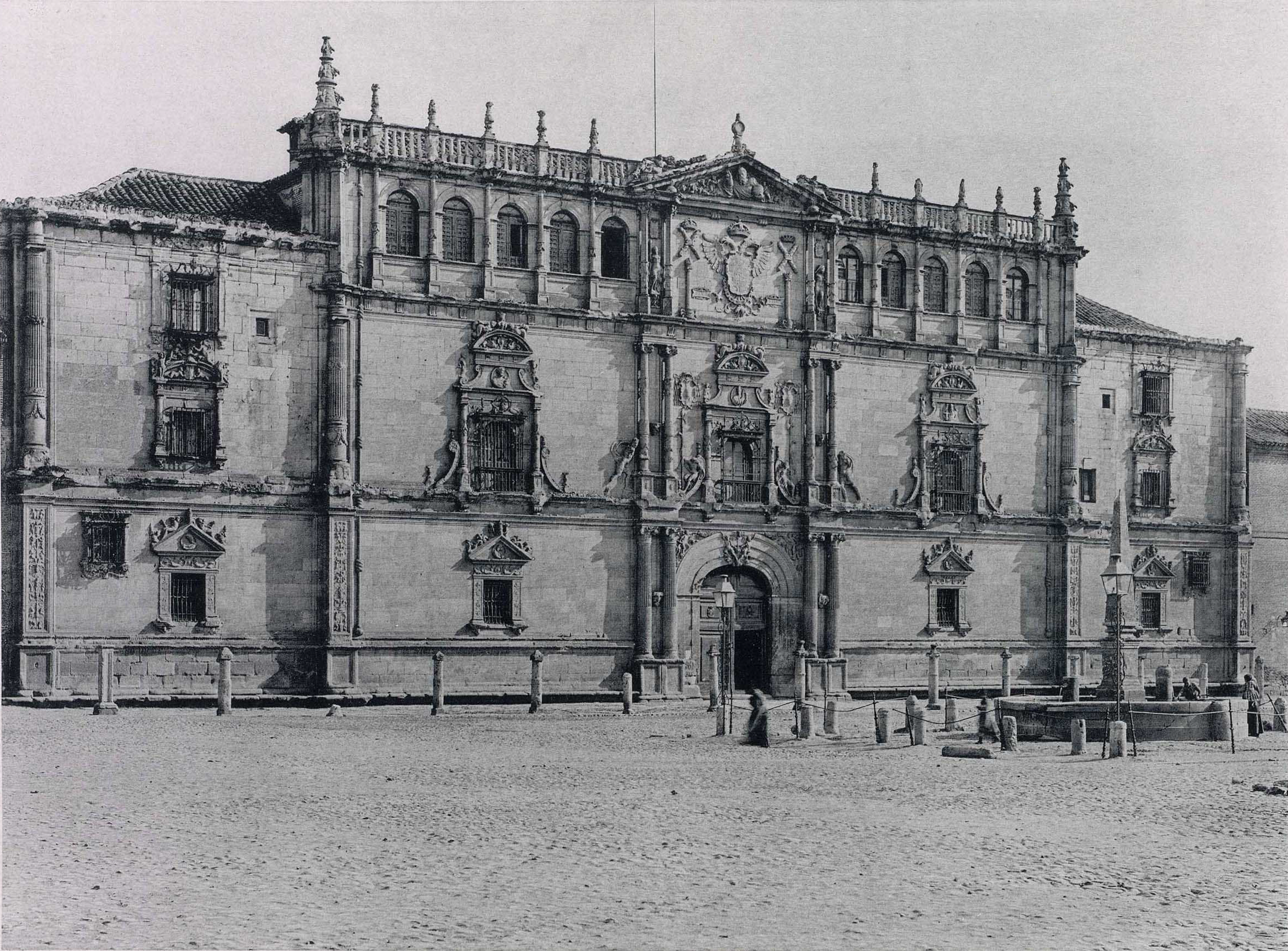
Fachada del Colegio Mayor de San Ildefonso de la Universidad de Alcalá, fundada por Cisneros. Fotografía de 1891.

#### Universidad de Alcalá
Durante su vida participó, en mayor o menor medida, en todo lo que se hizo durante el reinado de los Reyes Católicos y contribuyó de forma decisiva a la configuración del nuevo Estado. Reformó la vida religiosa, que había caído en una gran relajación moral y precariedad intelectual [cita requerida]. Supo ver que toda renovación empezaba por la educación y, sin ser un erudito, fundó en Alcalá de Henares una de las instituciones que más ha influido en la cultura española: la Universidad Cisneriana.
La universidad fue fundada en el año 1499 a partir del antiguo Studium Generale de Alcalá de Henares, del que Cisneros fue alumno. La Universidad de Alcalá fue la primera universidad renacentista, humanista y universal. Cisneros fue consciente de la transcendencia de su fundación y no escatimó esfuerzos para dotar a su Colegio del marco urbanístico adecuado, de una buena financiación y de los mejores maestros de la época, por lo que la villa de Alcalá de Henares se vio enormemente beneficiada con ello. La primera piedra del edificio que lo albergaría la puso Cisneros el 14 de marzo de 1501; en 1508 comenzaron las clases y en 1510 dotó a su fundación de unas Constituciones. Cisneros dotó a la nueva Universidad de Alcalá con una magnífica biblioteca, en la que un elevado porcentaje de libros versaba sobre ciencias naturales.

#### Iglesia Magistral de Alcalá

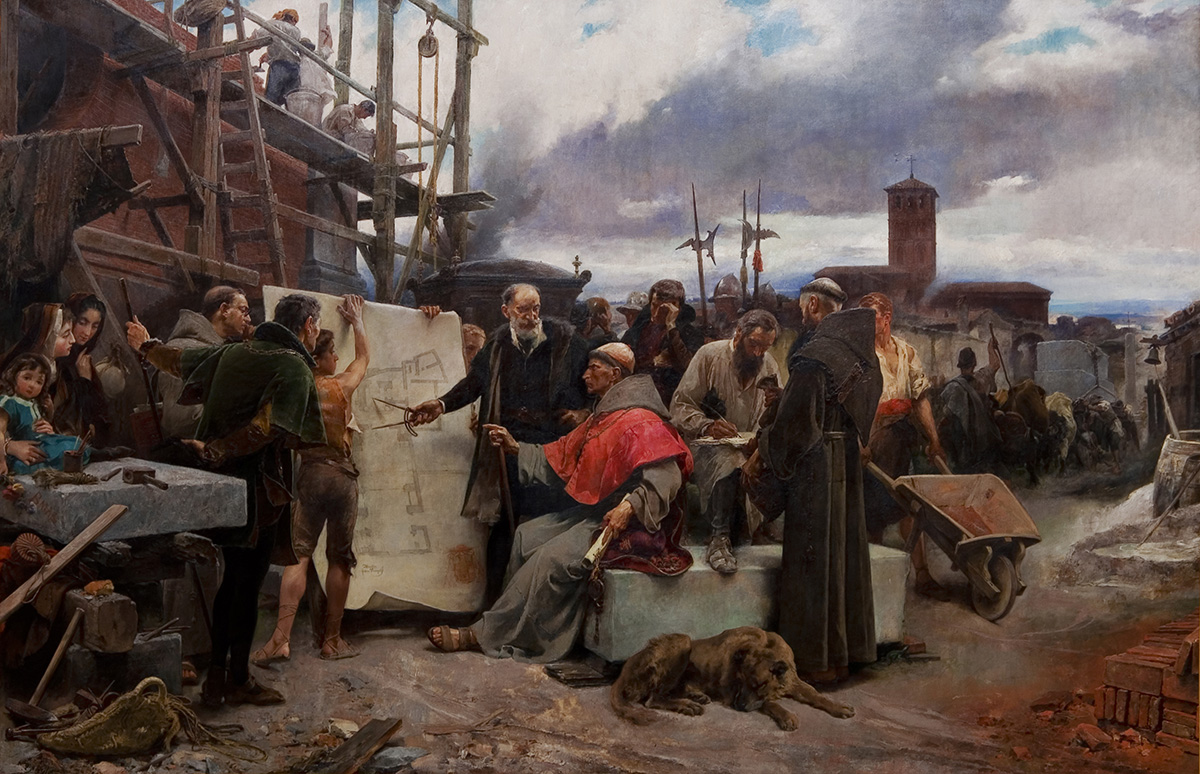
Cisneros, fundador del Hospital de la Caridad de Illescas por Alejandro Ferrant (1892).

Además sustituyó el deteriorado templo medieval de San Justo por un bello edificio gótico. Se trata de la Iglesia Magistral de Alcalá de Henares (actualmente Catedral Magistral) situada en pleno centro de la ciudad, en la que se haría su sepultura. No obstante, el sepulcro, obra de Domenico Fancelli y Bartolomé Ordóñez, se halla hoy día en la capilla de San Ildefonso, adscrita al antiguo Colegio Mayor del mismo nombre.
La concesión del título de iglesia magistral implicaba que una parte importante del cabildo de la iglesia debía estar formado por maestros (magister) de la Universidad. Con esta disposición, el cardenal solucionaba otra de sus preocupaciones: dotar de «jubilación» a sus profesores eméritos, dado que al entrar a formar parte del cabildo estarían percibiendo una pensión vitalicia de las rentas eclesiásticas. De otra manera, al cesar por edad en sus funciones docentes en la universidad, no tendrían más sustento que el que hubieran podido ahorrar durante su vida activa.

#### Biblia políglota
Uno de sus máximos afanes culturales fue la edición de una Biblia que reuniera las versiones en sus idiomas originales, hebreo, arameo, griego, junto a su traducción latina: Es la llamada Biblia políglota complutense. Diego López de Zúñiga o Jacobus Stunica († 1531), que dirigió la edición, hablaba arameo y árabe,  Hernán Núñez de Toledo (1475-1553) era un latinista y Alfonso de Zamora (1476-1544) un hebraísta.
La obra consta de 6 volúmenes, 4 de ellos con el Antiguo Testamento, en los cuales cada página está dividida en tres columnas paralelas de texto: En hebreo la exterior, la Vulgata latina en el medio y la Septuaginta griega en el interior. En cada página del Pentateuco, se añade el texto arameo (el Targum Onkelos) y su propia traducción al latín en la parte inferior de la página. El volumen 5 contiene el nuevo testamento, dividido en dos columnas, con la primera versión impresa en griego, de bellísimos tipos; y en la otra columna, la versión en latín, llamada Vulgata. El volumen 6 contiene diccionarios de hebreo y arameo, interpretaciones de nombres de esos idiomas y del griego, y una gramática hebrea, entre otros temas. El cardenal Cisneros murió en noviembre de 1517, cuatro meses después de terminada la Biblia, y nunca la vio publicada. El Papa León X autorizó la Biblia en 1520, y se distribuyó a partir de 1522. De las 600 copias publicadas, se estima que subsisten unas 120.

### Últimos años y muerte

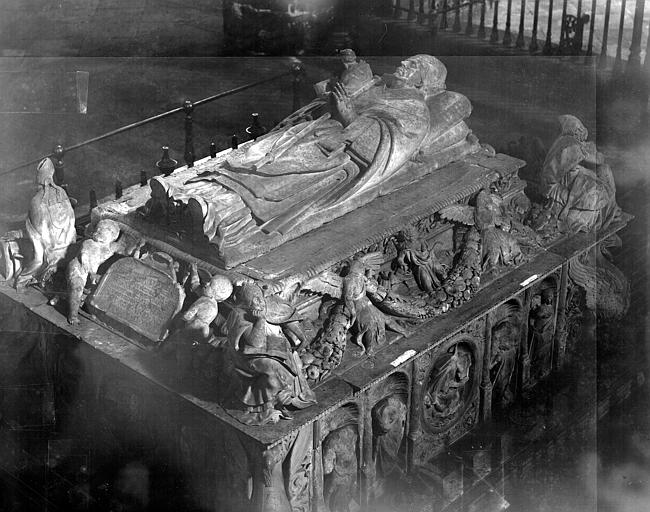
Tumba del cardenal Cisneros, obra de Domenico Fancelli y Bartolomé Ordóñez, en la capilla de San Ildefonso (aunque se encuentra vacía, ya que el cardenal se halla enterrado en la Catedral Magistral) en Alcalá de Henares.

Hasta sus últimos días Cisneros siguió trabajando en la reforma de la Iglesia. En el V Concilio de Letrán, (1512-1517) contribuyó enviando un programa de reformas: descentralización de la Curia, ausencia total de simonía en la elección pontificia, reunión de un concilio general cada cinco años, exámenes de los candidatos a los beneficios eclesiásticos y una clarificación eclesiológica de las doctrinas conciliaristas. 
El 23 de enero de 1516 falleció Fernando el Católico. Por disposición testamentaria, Cisneros queda constituido nuevamente como regente del Reino de Castilla hasta que el joven príncipe Carlos, que se encontraba entonces en Flandes, viniera a España para ocupar el trono. En esta etapa de casi dos años, Cisneros, que contaba ya ochenta años, mostró unas dotes políticas y una habilidad para gobernar extraordinarias. Supo hacer frente a un clima interior extremadamente inestable, con los nobles castellanos ávidos de recuperar el poder perdido. Asimismo, logró abortar las intrigas de los que pretendían sustituir en el trono español a Carlos por su hermano Fernando, que había sido educado en España por Fernando el Católico, destituyendo a todo el entorno del infante y nombrando, el 17 de septiembre de 1517, al marqués de Aguilar de Campoo como «gobernador de su persona y casa».  Los acontecimientos se desbordaron y Carlos fue proclamado en Bruselas rey de Castilla y Aragón, en un acto que se podría asemejar a un golpe de Estado, pues la reina legítima era Juana y nadie había declarado su destitución. Sin embargo, Cisneros se avino a los hechos de Bruselas y envió emisarios a Flandes urgiendo la inmediata presencia de Carlos como único medio de parar las inquietudes de rebelión que corrían por el reino. Así pues, de facto había dos gobiernos, el de la corte de Bruselas y el de Cisneros en Castilla.
El 8 de septiembre de 1517, Carlos partió con su escuadra desde Flesinga, a las cinco de la mañana, rumbo a Santander. Pero una fuerte tormenta desvió el rumbo de las naves, y en la madrugada del 19 de septiembre de 1517, los cuarenta barcos que integraban la escuadra se encontraron ante la playa de Tazones en la costa de Villaviciosa. Cuando se descubrió el error en el rumbo, Carlos y sus consejeros deliberaron sobre si continuar el viaje por mar o desembarcar allí mismo. La inseguridad de la vía marítima, «por la mutabilidad del viento, que lo mismo se puede cambiar en malo que en bueno», inclinó la decisión hacia el desembarco, según relata Laurent Vital, el cronista flamenco que viajaba con el rey. 

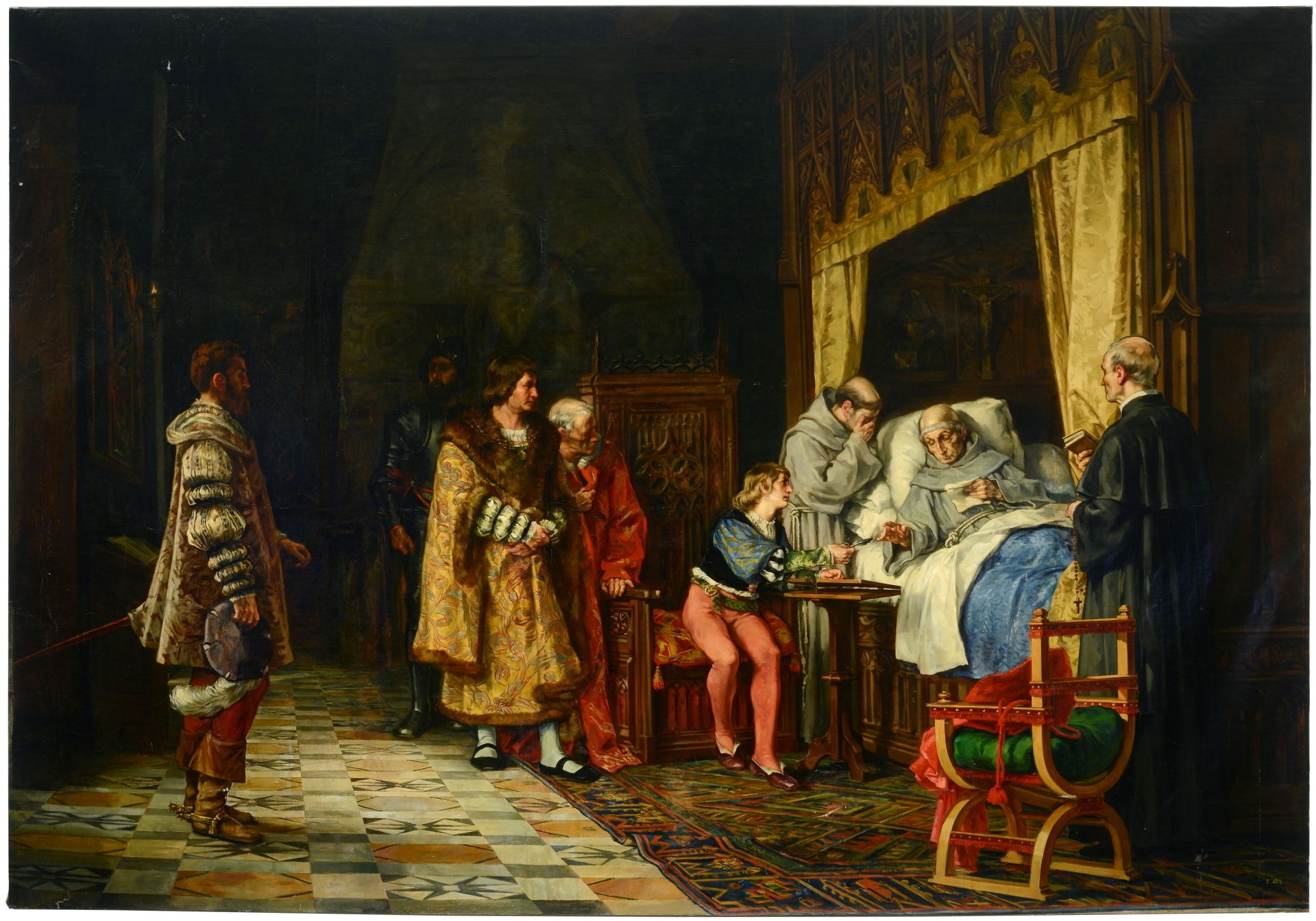
Mensaje de Carlos I al cardenal Cisneros, una obra decimonónica de Ricardo Villodas y de la Torre.

Cisneros deseaba la llegada del rey [cita requerida] para poder tener una entrevista y estaba preparando todo para la entronización. Sin embargo, la comitiva real se desplazó lentamente, sin fijar fecha y lugar para una entrevista, por lo que Cisneros partió al encuentro del monarca. La actitud del joven rey fue considerada como un acto de desprecio hacia el anciano cardenal. Sin embargo, este retraso voluntario en el encuentro de ambos fue promovido por el consejero del rey Guillermo de Croy, que desconfiaba de la lealtad de Cisneros al rey. Finalmente, se fijó la fecha para el encuentro el 5 de noviembre. Cisneros, muy enfermo, no pudo continuar el viaje y terminó falleciendo en Roa (Burgos), el 8 de noviembre de 1517.

## Proceso de canonización

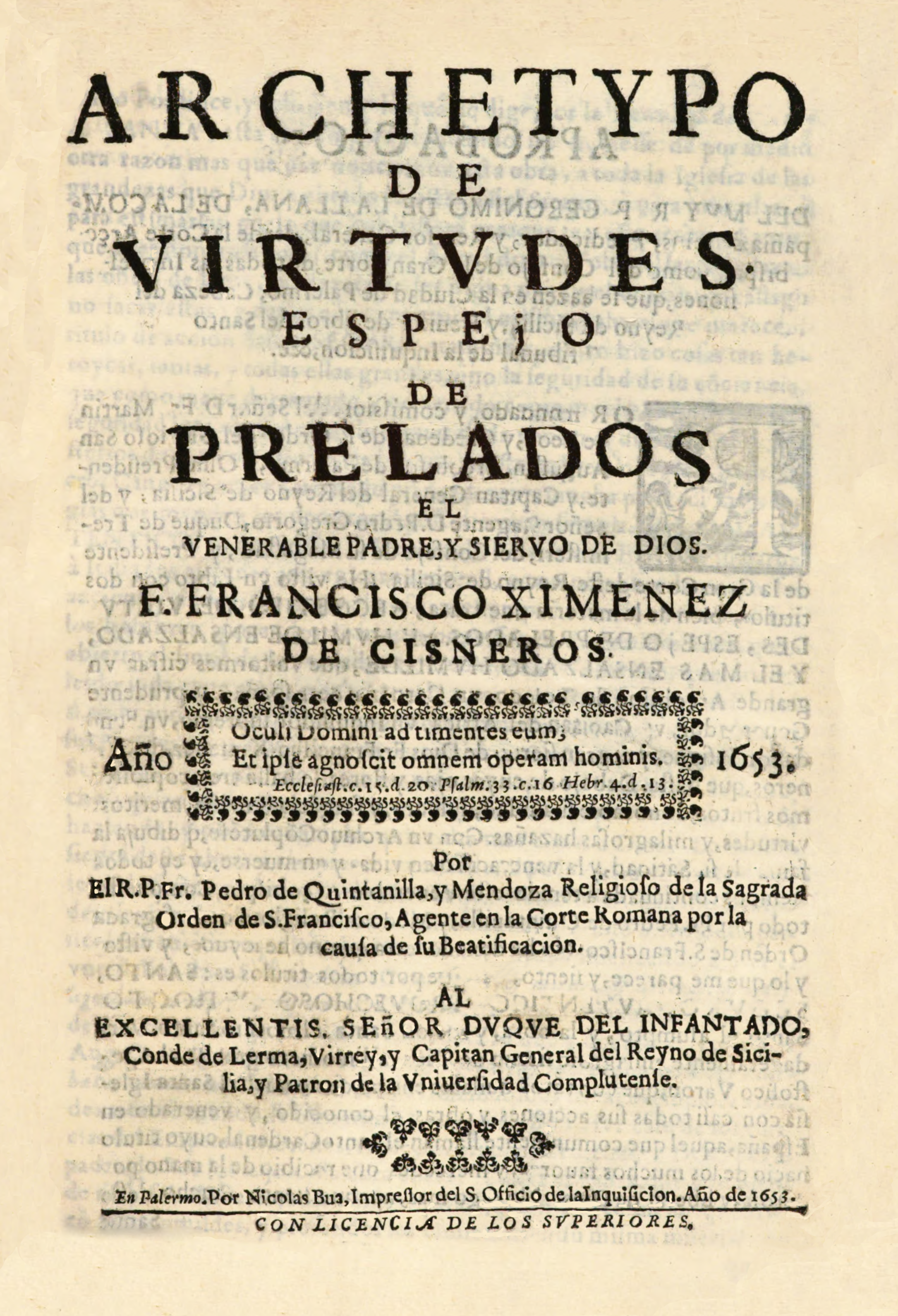
"Arquetipo de virtudes" (Pedro de Quintanilla y Mendoza, 1653).

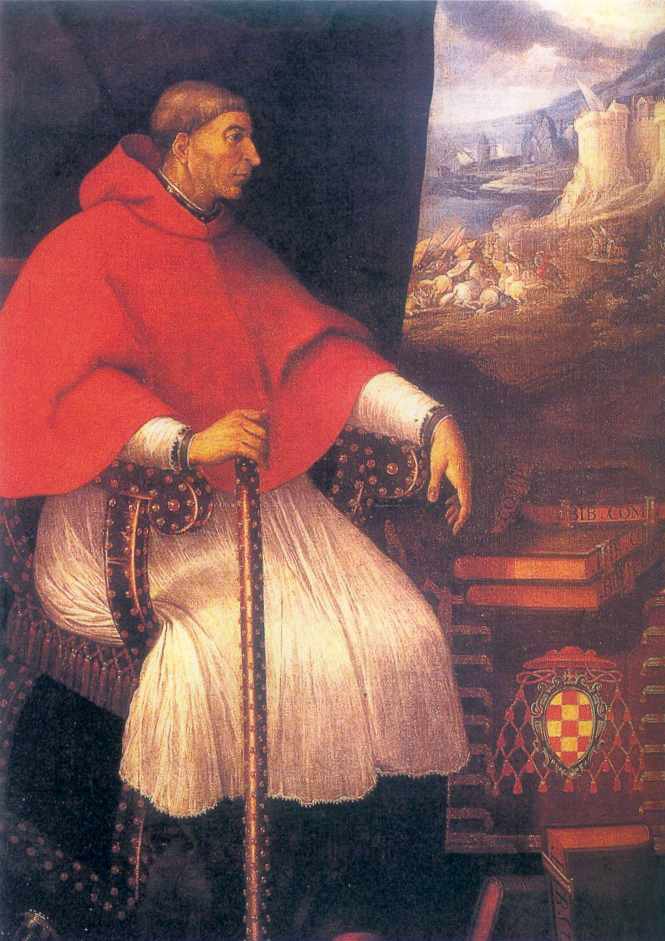
El cardenal Cisneros por Eugenio Cajés, 1604. Óleo sobre lienzo, 201 x 145 cm, Patrimonio Histórico Artístico de la Universidad Complutense de Madrid.

Poco después de su muerte se inició su proceso de canonización. El primer intento comenzó a mediados del siglo XVI en el Convento de San Francisco de Torrelaguna. Sin embargo, la Guerra de las Comunidades de Castilla (1520-1522) y la reforma protestante paralizaron el proceso. En 1569 se publicó una biografía escrita por Alvar Gómez de Castro, lo que permitió la difusión de su vida y obra en toda Europa.
El proceso comenzó de forma oficial en 1626 bajo la tutela del cardenal Antonio Zapata y Cisneros, administrador de Toledo y sobrino biznieto de Cisneros. La Universidad de Alcalá financió todo el proceso y varios de sus miembros fueron postuladores. Se elaboraron las pruebas testificales en Alcalá de Henares, Torrelaguna, Madrid, Toledo y Orán. El proceso se traspasó a Roma para que fuera llevado por la Congregación de Ritos y el Colegio Cardenalicio, pero no llegó a término. El franciscano Pedro de Quintanilla y Mendoza, que vivió en Roma más de diez años para seguir el proceso, logró de la Santa Sede la reactivación de la causa.
Finalmente en el siglo XVIII sufrió el parón definitivo, debido a la escasa financiación de la Universidad de Alcalá y al choque de intereses que suponía entre la orden franciscana observante (a la que pertenecía Cisneros) y la conventual. Las reformas de Cisneros contribuyeron a su separación en 1517. Clemente XIV (franciscano conventual), puso fin al proceso de canonización.

## Representaciones artísticas

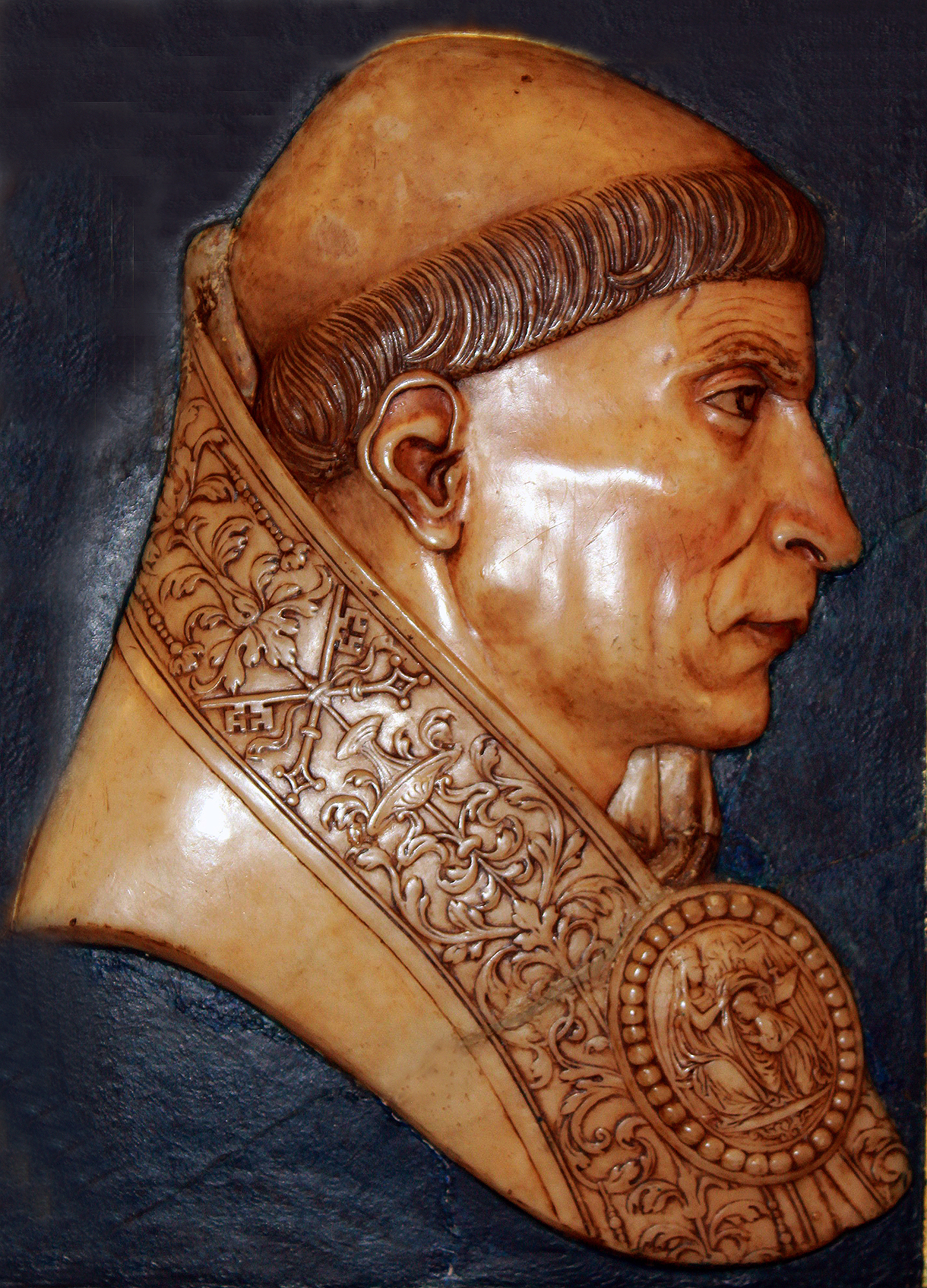
Felipe Bigarny, retrato en busto del cardenal Cisneros. Relieve en alabastro policromado, Universidad Complutense de Madrid.

### Relieve de Felipe Bigarny
Los primeros retratos del cardenal se encuentran en los frescos pintados aún en vida del prelado por Juan de Borgoña en la Sala Capitular y, dirigiendo la campaña de Orán, en la Capilla Mozárabe de la Catedral de Toledo. Poco posterior a la muerte del cardenal podría ser el relieve en alabastro atribuido al escultor borgoñón Felipe Bigarny, considerado, junto a Alonso Berruguete y Diego de Siloé, uno de los máximos representantes del arte renacentista castellano (aunque con rasgos flamencos y borgoñones del gótico tardío), recibió encargos de Cisneros en obras para la Catedral de Toledo y la Colegiata de los Santos Niños de Alcalá de Henares.
Se trata de un retrato en alabastro policromado (posiblemente por el pintor castellano Fernando del Rincón), de perfil, sobre un fondo azul. Cisneros aparece vestido con una capa pluvial con motivos alusivos a su condición de cardenal (llaves entrecruzadas en la cenefa) y arzobispo de Toledo (la imposición milagrosa de la casulla a San Ildefonso en el medallón). No habiéndose documentado el encargo de la obra ni la autoría, la datación ha sido discutida, proponiéndose fechas que van de 1502 a 1515 y 1518, año este último en que Domenico Fancelli recibe el encargo del sepulcro y a Fernando del Rincón se le pagan 500 maravedís por «cierta pintura dando lustre a la medalla del cardenal».
Hacia la segunda mitad del siglo XVIII, Antonio Ponz describe este relieve que se encontraba en la sacristía de la Capilla Mayor de San Ildefonso. En 1787 fue trasladado al Colegio Mayor de San Ildefonso y actualmente se encuentra en la Universidad Complutense de Madrid.

### Medalla de 1508
Con motivo de la apertura del primer curso académico de la Universidad de Alcalá, se acuñó una medalla con la efigie de Cisneros y la leyenda:

F. F. X. CARLIS. HISP. ARCHI. TOL. COMPL. ACADEMIA FVNDATOR

(Fray Francisco Ximénez, Cardenal de España, Arzobispo de Toledo, Fundador de la Academia Complutense)

### Cuadro perdido de la Catedral Magistral
Hasta el incendio de la catedral magistral de Alcalá de Henares (entonces colegiata magistral) en julio de 1936, figuró en el edificio una pintura sobre tabla en la que aparecían, San Eugenio y San Ildefonso de Toledo y bajo ellos un medallón policromado con la efigie de Cisneros.
La leyenda inscrita en el marco decía: 

 HORVM SANCTORVM VESTIGIA EST SECVTVS CARLIS D F FRANCISCVS XIMENEZ 

(El Cardenal D. Fray Francisco Ximénez siguió las huellas de estos santos)

La pintura, de mediados del siglo XVI, se atribuye a Pedro de Castañeda, documentado en Alcalá de Henares entre 1540 y 1557. La pintura pudo haber sido encargada con ocasión del conflicto con el cardenal Juan Martínez Silíceo, que llegó a encarcelar al abad cancelario, Luis de la Cadena, y a tres canónigos de la Colegiata magistral, que pretendía someter a la Universidad de Alcalá bajo la jurisdicción de la archidiócesis de Toledo. 

### Busto de Juan Alonso de Villabrille
El escultor Juan Alonso de Villabrille y Ron esculpió en el siglo XVIII un busto de Cisneros de 78 x 60 centímetros. En el Inventario de los bienes de la universidad complutense de 1846 figura una descripción:

[...] de yeso, con capelo encarnado y capucha de fraile franciscano [...]
Inventario de bienes de la universidad complutense
 1846

En 2015 fue expuesto en la exposición Las Edades del Hombre en Ávila.

## Biografías
- De rebuscar gestis, Alvar Gómez de Castro, 1569.
- Compendio de Robles, 1604.
- Archetypo de virtudes de Quintanilla, 1653.
- Vida y motivos, Fernández de Pulgar, 1673.
- Historia de Flechier, 1693.
- Seminario de nobles de Alcolea, 1777.
- Cisneros, Luys Santa Marina, 1933.
- Cisneros, José García Oro, 2002.
- Cisneros, el cardenal de España, Joseph Pérez, 2014.
- El tercer rey: cardenal Cisneros, Novela histórica, Pedro Miguel Lamet, 2017.

## Documentos relacionados con el cardenal Cisneros

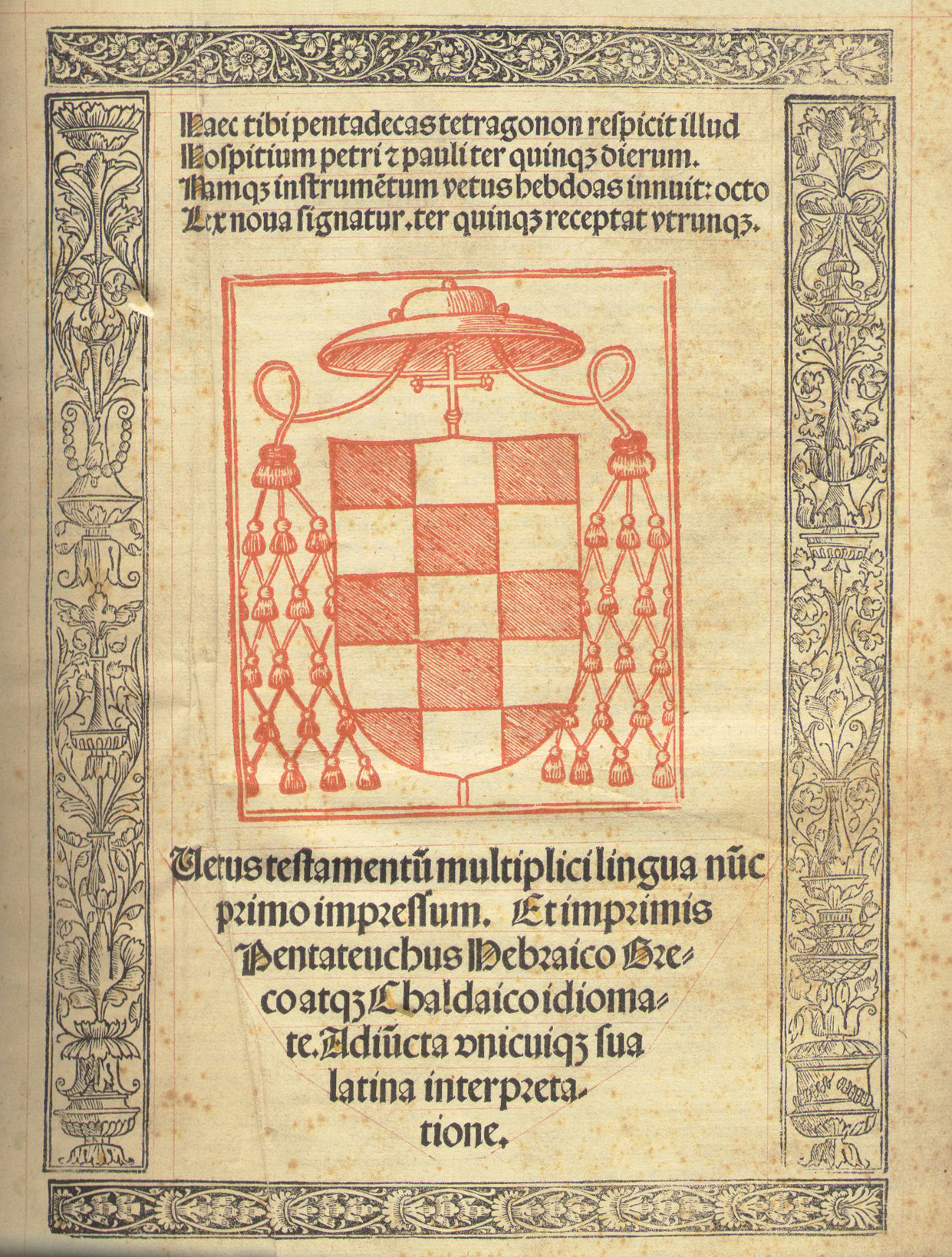
Frontispicio original de la Biblia políglota complutense, portando los escudos de armas de Cisneros.

En la en la Biblioteca Digital Hispánica se conservan los siguientes documentos::
- Dos cartas del Maestro Toro al arzobispo de Toledo, 1512.[29]

- Canon de la misa mozarabe, recuperada por el cardenal[30]

- Cartas del Cardenal Cisneros a Diego López de Ayala.[31]

- Cartas de Hugo de Moncada a Fernando el Católico, al emperador Carlos V y al cardenal Cisneros[32]

## Reconocimiento
En Alcalá de Henares tiene dedicados un colegio público (CEIP cardenal Cisneros), un instituto público (IES cardenal Cisneros), un centro universitario privado (CU cardenal Cisneros) y el edificio del CRAI de la Universidad de Alcalá. Así como la Biblioteca Municipal cardenal Cisneros, el Centro Internacional de Estudios Históricos Cisneros, el Museo Cisneriano en la Iglesia del Convento de San Juan de la Penitencia, una calle en el casco histórico, y tres esculturas de cuerpo entero.
En Madrid capital se le dedica una rotonda en la Ciudad Universitaria, donde arranca la Avenida Complutense. El escudo de dicha Universidad es una versión del blasón del cardenal. Anteriormente, la Fundación Universitaria San Pablo-CEU también lo utilizó.
En Zamora la actual ZA-20 es denominada también como Avenida del Cardenal Cisneros.